# Ilana Glazer
Ilana Glazer (New York, 12 april 1987) is een Amerikaanse stand-upcomedian, actrice, schrijver, producent, regisseur en activist.

## Biografie

### Jonge jaren
Ilana Glazer werd geboren in New York als dochter van Sandi en Larry Glazer, beiden van Asjkenazisch-joodse afkomst. Ze groeide op in een liberaal-joods gezin in St. James (New York) op Long Island.
Glazer studeerde in 2009 af aan de New York-universiteit met als hoofdvak psychologie.

### Carrière
Glazer begon in 2006 lessen te volgen in het Upright Citizens Brigade Theatre en trad de daaropvolgende jaren op in New York met improvisatie en stand-upcomedy.
In 2009 begon Glazer samen met Abbi Jacobson met de opnames van Broad City, een webserie met de twee in de hoofdrol als gefictionaliseerde versies van zichzelf. De serie werd genomineerd voor een ECNY Award voor 'Best Web Series'. Van 2012 tot 2014 creëerde Glazer samen met Alex Charak de webserie Chronic Gamer Girl. Glazer en Jacobson creëerden en speelden samen vanaf januari 2014 de Comedy Central-serie Broad City, gebaseerd op hun gelijknamige webserie. Glazer werd voor deze serie tweemaal genomineerd voor de Critics' Choice Television Award voor beste actrice in een comedyserie. Glazer speelde ook in de film Rough Night uit 2017 en bracht in januari 2020 haar eerste stand-upcomedyspecial uit, getiteld The Planet Is Burning. In 2022 won ze de Tony Award voor Beste Musical als producer voor de Broadway-show A Strange Loop.
Glazer speelde in 2013 een eerste filmrol in de onafhankelijke speelfilm How to Follow Strangers. In 2017 speelde ze naast Scarlett Johansson en Kate McKinnon in de filmkomedie Girls Night Out. In 2024 speelde ze de hoofdrol in de speelfilm Babes, waarbij ze ook het scenario mee schreef en produceerde.

### Activisme
Glazer richtte in 2016 samen met Glennis Meagher het campagneplatform Generator Collective op. Het platform promoot vrouwelijke verkiezingskandidaten en algemene deelname aan de democratie en de politieke discussies.

### Persoonlijk leven
Glazer trouwde februari 2017 tijdens een privéceremonie met haar vriend David Rooklin. Glazer is queer en zei dat haar werk aan Broad City haar heeft geholpen haar seksualiteit te begrijpen. Hun eerste kind, een dochter, werd geboren in juli 2021.

## Filmografie

### Films
Exclusief korte films
- 2024: Babes - Eden (alsook producent en scenario)
- 2022: Sell/Buy/Date - zichzelf (documentaire)
- 2021: False Positive - Lucia "Lucy" Martin (alsook producent en scenario)
- 2017: Girls Night Out - Frankie
- 2015: The Night Before - Rebecca Grinch
- 2013: How to Follow Strangers - Ellie

### Televisie
- 2022: The Afterparty - Chelsea
- 2022: Ziwe - zichzelf
- 2019-2022: Green Eggs and Ham - EB (stem)
- 2018: Sesame Street - Ms. Noodle (2 afleveringen)
- 2016: Time Traveling Bong - Sharee
- 2016: Brad Neely's Harg Nallin' Sclopio Peepio - verschillende rollen
- 2015-2020: BoJack Horseman - Penny Carson (stem)
- 2015: Lucas Bros Moving Co - Sister Sister (stem)
- 2015: Inside Amy Schumer - zichzelf
- 2015: Lip Sync Battle - zichzelf
- 2014-2019: Broad City - Ilana Wexler - (hoofdrol, alsook bedenker, schrijver, regisseur en uitvoerend producent, 50 afleveringen)
- 2010: Broad City - Ilana Wexler (webserie; alsook bedenker, 15 afleveringen)

## Prijzen en nominaties
De belangrijkste:
| Jaar | Prijs                            | Categorie                            | Werk           | Uitslag     |
| ---- | -------------------------------- | ------------------------------------ | -------------- | ----------- |
| 2022 | Tony Award                       | Beste musical                        | A Strange Loop | Gewonnen    |
| 2016 | Writers Guild of America Award   | Beste scenario voor een komedieserie | Broad City     | Genomineerd |
| 2015 | Critics' Choice Television Award | Beste actrice in een comedyserie     | Broad City     | Genomineerd |
| 2014 | Critics' Choice Television Award | Beste actrice in een comedyserie     | Broad City     | Genomineerd |